# トッピング・アウト

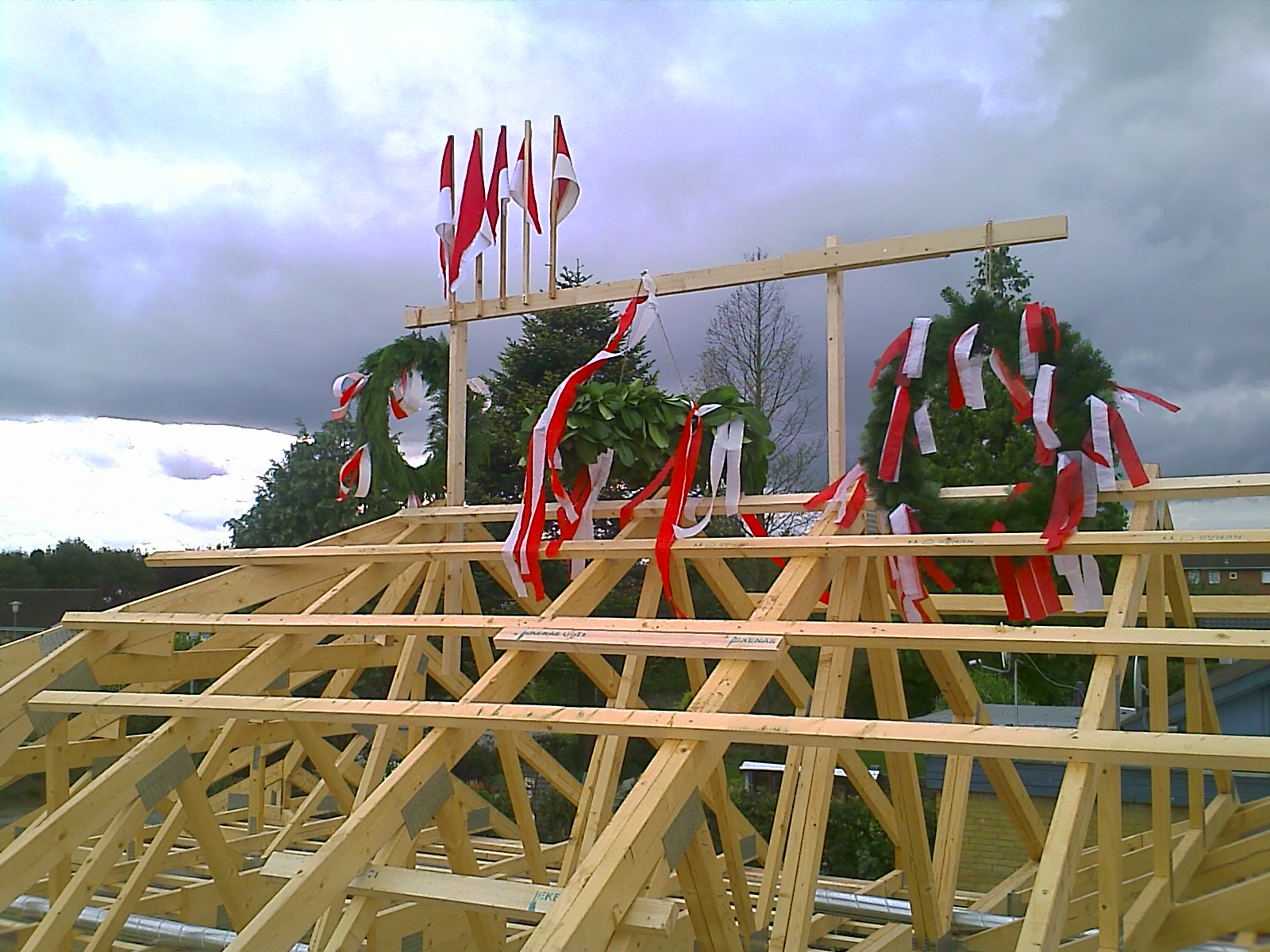
デンマークのトッピング・アウト（rejsegilde）、常緑樹の葉で作った飾りや旗を屋根に飾る

建設工事においてトッピング・アウト（Topping out）とは、建物の主要構造が出来たことを祝う儀式的な式典である。西洋の上棟式とも呼ばれる。

## 概要
建物の建設の際に、主要構造を完成させた時点で式典を行う。これをトッピング・アウトという。これは元々、古代のスカンジナビアで木造建築を作る際、木の霊を鎮めるために行われた宗教儀式であり、ノルマン人の進出とともに各地に伝わった。スカンジナビア諸国、ドイツ（「Richtfest」と呼ぶ）、ポーランド、チェコ、イギリスなどヨーロッパ北部では盛んな行事であり、アメリカへは移民たちがこの風習を持ち込んでいる。
中国語では建設中の鉄筋コンクリート建物の屋根が完成した時に行われる建築儀礼を封頂式という。

### 木建築
一般的には、最後の梁を建物の最上部に設置して屋根を完成させる際に行われ、梁に大工や建築主らが署名した後、梁を屋根に引き上げて固定し、その上に常緑樹の葉や枝で作った飾りや旗などを設置し、その後は一同で飲食を行う。
常緑樹には、成長や幸運を祈る意味合いがある。

### 鉄筋コンクリート造

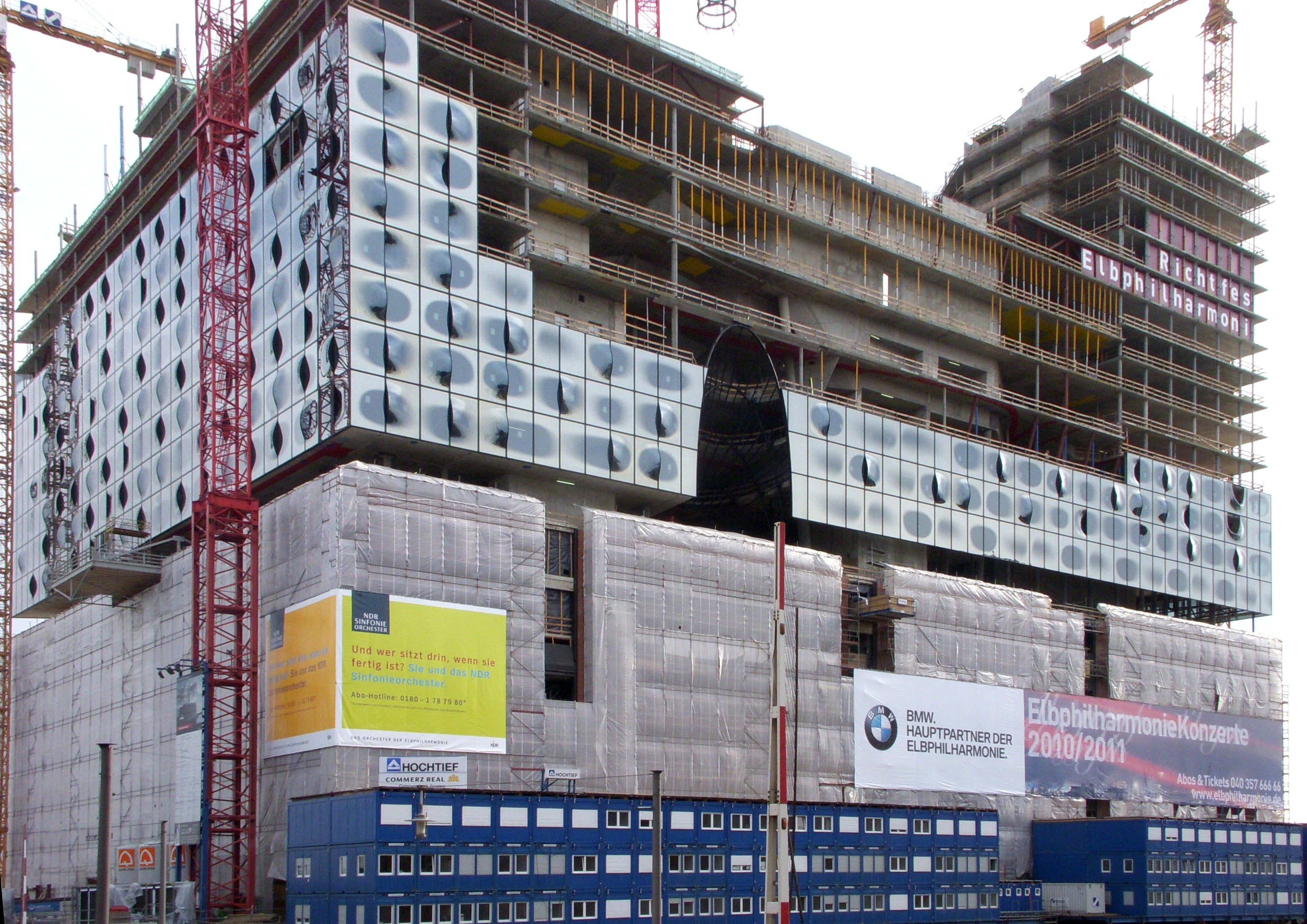
鉄筋コンクリートのトッピング・アウト

鉄筋コンクリート造のビルの場合でも、主要な構造ができあがった時期に行われることがある。式典には建設作業員や建設会社幹部、建築家、建物の所有者が集まり、超高層ビルなど大きな建物の場合は市長などの政治家や地元の名士なども招かれメディアなどにも公開される。